# Primer movimiento independentista en San Salvador de 1811

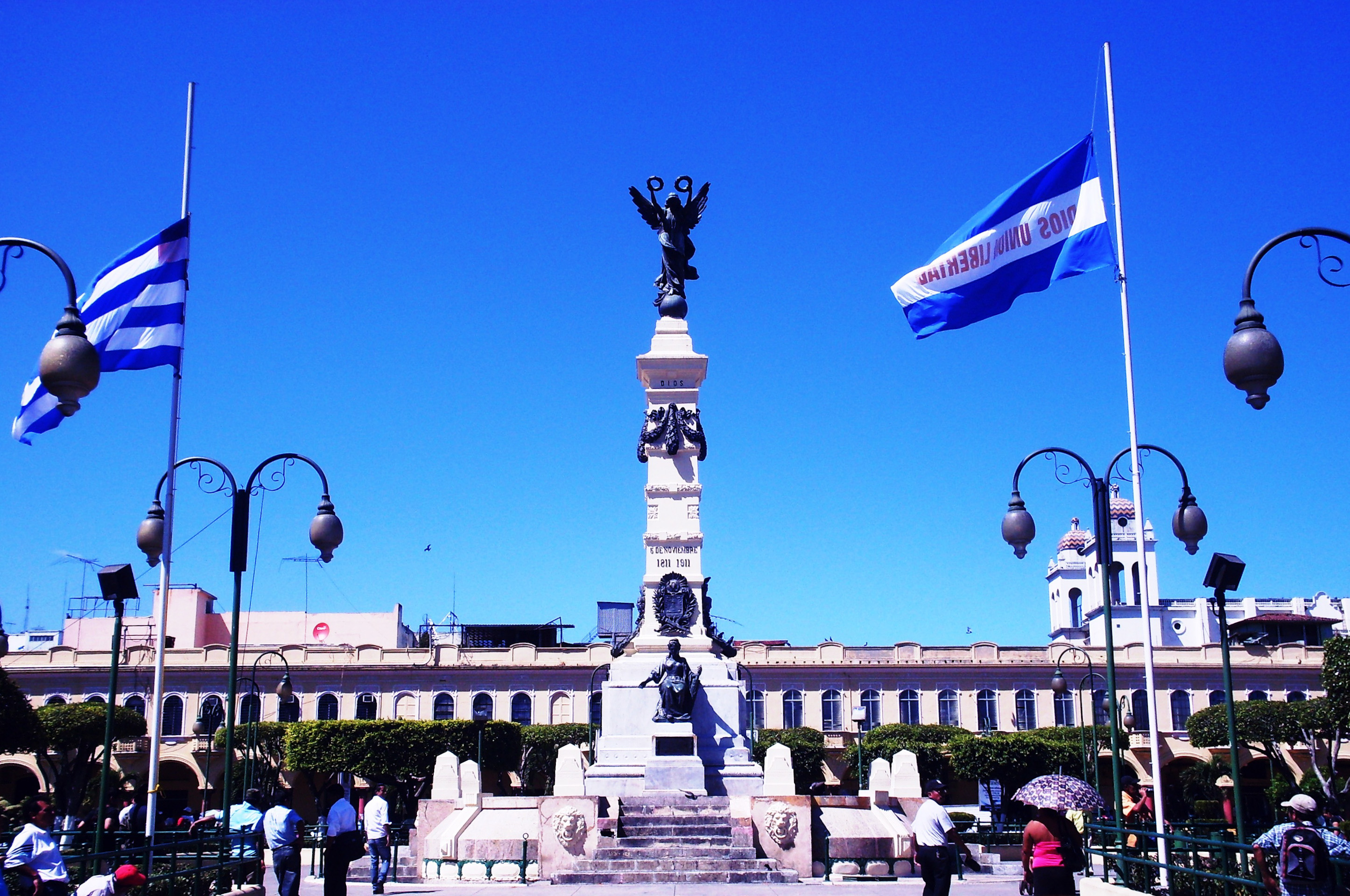
El Monumento a los Próceres ubicado en la Plaza Libertad de San Salvador, El Salvador.

El Primer movimiento independentista en San Salvador de 1811, conocido como el Primer Grito de Independencia de Centroamérica, fue una sublevación en contra de las autoridades de la Capitanía General de Guatemala. 
A finales del siglo XVIII, la Intendencia de San Salvador se había mantenido como la principal productora de añil en la región, pero el monopolio comercial impuesto por las casas comerciales guatemaltecas, junto a la crisis económica y política que sobrevino a las colonias americanas del Imperio español a inicios del siglo XIX, motivó a los pobladores de la ciudad de San Salvador para lograr un gobierno autónomo.
El 5 de noviembre de 1811 los salvadoreños fueron liderados por un grupo de criollos encabezados por Manuel José Arce, y los sacerdotes José Matías Delgado junto a los hermanos Aguilar. Los alzados lograron deponer a las autoridades coloniales y nombrar a sus propios dirigentes, pero la revuelta no encontró respaldo en los demás poblados de la intendencia, por lo que la ciudad quedó aislada. Las autoridades de la Capitanía General de Guatemala enviaron una misión de índole pacífica para restaurar el orden en la localidad. Este movimiento fue también el primer intento de sublevación en la capitanía, previo a la Independencia de Centroamérica en 1821.

## Antecedentes

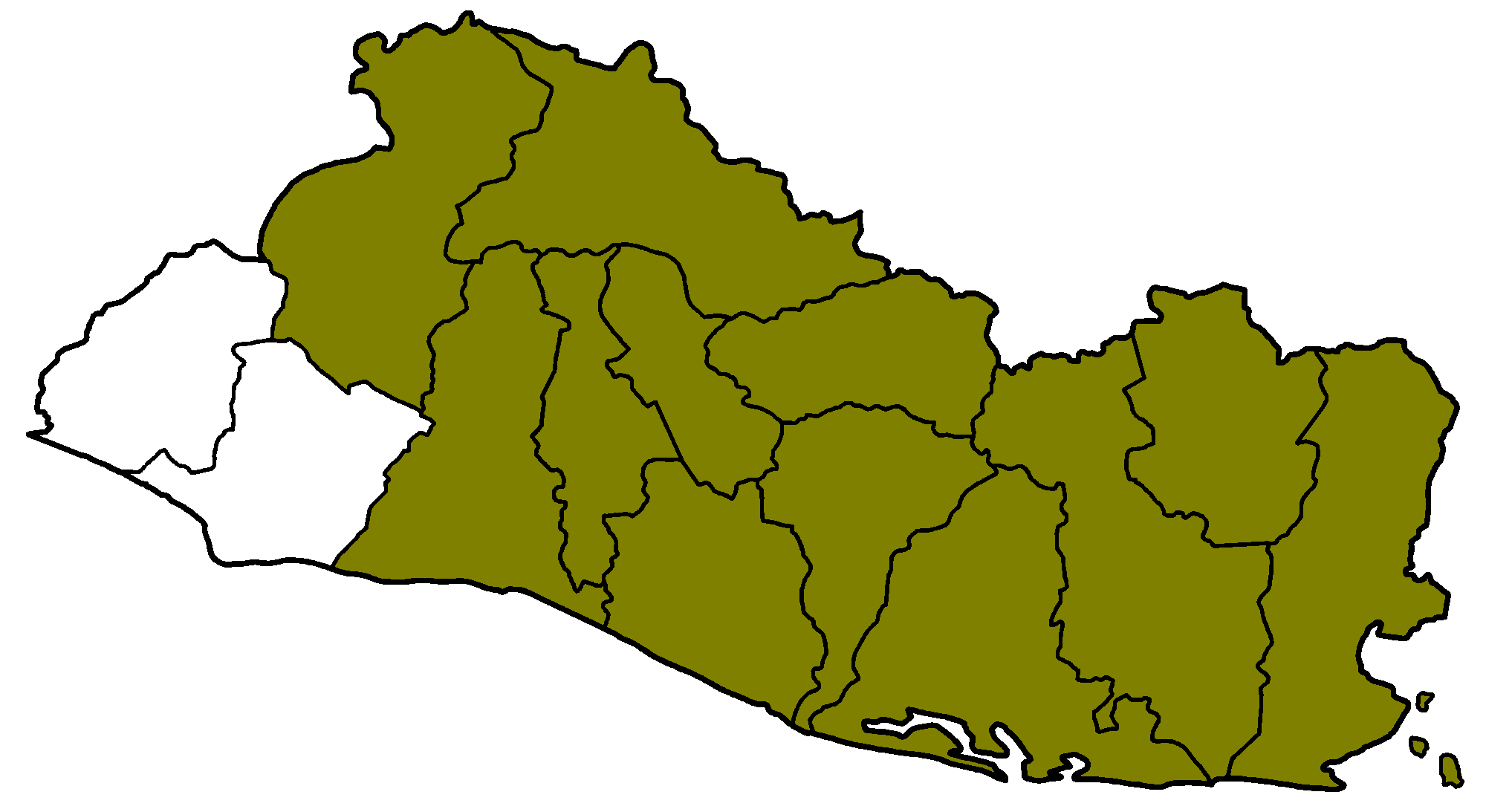
Territorio que abarcaba la Intendencia de San Salvador.

Desde el inicio del siglo XVII, el cultivo de añil había sido la base económica de la Intendencia de San Salvador. Las plantaciones cubrían casi todo el territorio, y el tinte extraído era la principal exportación del Reino de Guatemala. Precisamente, la provincia de San Salvador había sido la principal productora en los últimos 25 años del siglo XVIII.
La industria era controlada por una élite criolla conformada por españoles, criollos y ladinos, propietaria de considerables extensiones de tierra. Dicha élite ostentaba el poder político en la intendencia salvadoreña, gracias a que el añil también propiciaba que la hacienda fuera una importante unidad productiva. Además existía la participación de los pequeños productores o poquiteros (en su mayoría ladinos y mulatos) que rendían un estimado de dos tercios del monto total. Por otro lado, la actividad económica de este rubro incentivaba la ganadería en Honduras, Nicaragua y Costa Rica.
Sin embargo, la explotación del añil no beneficiaba a los indígenas, quienes proporcionaban su fuerza laboral a la industria. Sus mejores tierras habían sido despojadas para el cultivo, además, los hacendados disponían de su trabajo a través del repartimiento obligatorio, el cual había sido legalizado en 1784 a pesar de que se había prohibido su ocupación en haciendas de añil desde el siglo XVI. Esto se debía a que el proceso de elaboración del tinte causaba muchas muertes entre los trabajadores, pues los obrajes eran focos de infección de enfermedades. Esas duras condiciones laborales ocasionaron la huida de los nativos a lugares aislados.
A mediados del siglo XVIII, la demanda de añil era creciente por parte de la manufactura textil de Inglaterra y Cataluña y alcanzó su apogeo entre los años 1760 y 1792. También el sistema de navíos sueltos, implantado por la Corona española desde 1778, había favorecido el comercio. Sin embargo, la exportación del producto hacia los puertos españoles desde el Reino de Guatemala, y los flujos comerciales en la parte septentrional del istmo (que incluía a San Salvador), era dominada por los comerciantes de Guatemala, quienes estaban vinculados con las casas comerciales de Cádiz. Precisamente, la prosperidad del añil conformó una nueva elite de criollos e inmigrantes españoles que se radicaron en la Ciudad de Santiago de los Caballeros y posteriormente en Nueva Guatemala de la Asunción. Aunque en pocos en número, ellos lograron controlar el comercio interno. La familia Aycinena era la más prominente entre la aristocracia guatemalteca y entre sus haberes se contaban haciendas de ganado en Guatemala y de añil en San Salvador, así como almacenes y tiendas de menudeo en esta misma ciudad y San Vicente.
En general, las demás provincias centroamericanas se encontraban a merced del monopolio mercantil de la Ciudad de Guatemala, que tenía el respaldo de la Corona española. Por tanto, aunque la mitad de la producción de añil para exportación provenía de los llamados poquiteros de El Salvador, Honduras y Nicaragua, era la aristocracia guatemalteca la que establecía los precios y tenía la capacidad de comprar a los grandes productores; también concedía préstamos y obligaba a los demás provincianos a llevar sus productos a Guatemala para venderlos en tiangues y ferias. Además, la capital del Reino tenía la ventaja de la cercanía de las aguas navegables que la comunicaban con Santo Tomás de Castilla. Asimismo, la aristocracia tenía el control del Real Consulado de Comercio que le ayudaba a dominar el monopolio del comercio exterior. La supremacía guatemalteca incrementó las protestas de las otras provincias, principalmente entre los años 1770 y 1790, el tiempo de mayor actividad de la industria.

### Crisis económica y política

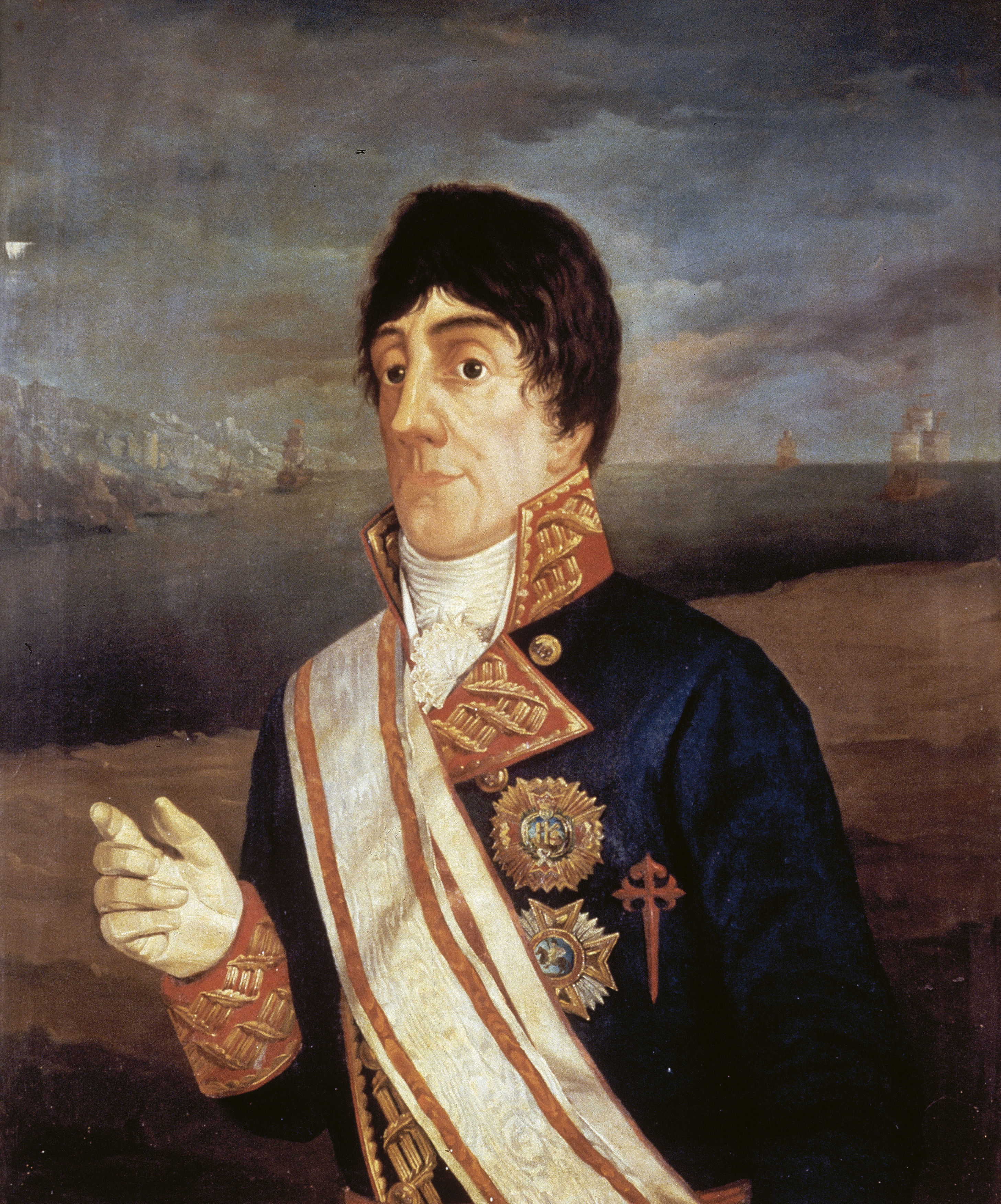
José de Bustamante y Guerra.

El comercio del añil decayó por la crisis económica que sobrevino en los años finales del siglo XVIII. Por un lado, la planta comenzó a ser cultivada en otras regiones como la India o Venezuela. Otra circunstancia era la guerra sostenida por España contra Inglaterra en los años previos a las Guerras Napoleónicas, la cual interrumpió el comercio, ocasionando que los productores de añil no pudieran vender sus productos en el exterior. Además, la Corona española demandó el apoyo financiero de las colonias americanas a través de contribuciones patrióticas y la consolidación de vales reales, medidas que impactaron en San Salvador, pues muchos debían dinero a la Iglesia Católica, institución que otorgaba préstamos. Por ejemplo, la familia de Manuel José Arce, quien sería uno de los involucrados en el alzamiento de 1811, se vio obligada a pedir dinero prestado para pagar la consolidación. En contraparte, la familia Aycinena se beneficiaba de las pérdidas de sus deudores. Otra adversidad fue una plaga de chapulín que había destruido la cosecha de los años 1802 y 1803.
Debido a que la sociedad centroamericana descansaba sobre bases agrarias, fueron los centros urbanos los que reflejaron más la crisis, pues el desempleo intensificó las migraciones a las ciudades. Esto sucedió con más énfasis en Nicaragua y San Salvador, importantes centros productores de ganadería y añil, respectivamente.
Aparte de la crisis económica, también San Salvador no era ajena a la crisis política desatada por la invasión francesa a España en 1808, pues en América surgió la incertidumbre debido a los regímenes en disputa de José Bonaparte y la Junta Suprema Central. A pesar de los acontecimientos, la élite comercial guatemalteca pudo sortear las inquietudes independentistas de la Capitanía, creando una alianza entre ellos y las autoridades, especialmente con José de Bustamante y Guerra. A pesar de todo, el reconocimiento de las posesiones americanas como parte esencial de la monarquía española en 1809, por parte de la Junta Central, fue un hecho trascendental en la formación de un sentimiento libertario en América.

### Las Reformas Borbónicas y otras políticas de la Corona española
Uno de los objetivos de las Reformas Borbónicas implantadas en América, por parte de la Corona española —medidas vinculadas al movimiento cultural de la Ilustración—, era ganar más poder frente a las élites criollas locales. En el Reino de Guatemala la medida no surtió efecto, pues con el establecimiento del régimen de intendencias los cargos fueron ocupados por miembros de la Real Audiencia de Guatemala, más leales a los intereses comerciales monopolistas de la Ciudad de Guatemala. Pese a la situación, en San Salvador gobernaron intendentes interinos entre 1798 y 1804, lo que dio posibilidad a los criollos de experimentar cierta autonomía.
Las reformas también estimularon la creación de gremios de productores medianos y pequeños de añil en San Vicente, por parte del mismo Presidente de la Audiencia, Matías de Gálvez y Gallardo, quien además estableció la Sociedad de Cosecheros de Añil en 1782 como una institución de crédito para los productores. Sin embargo, la dependencia económica de los productores hacia los comerciantes guatemaltecos predominó ante cualquier tentativa de autonomía.
Otra medida fue el traslado de la feria comercial al importante centro productor de añil de San Vicente en 1783, pero los guatemaltecos lograron mudarla a San Salvador en 1787 y mantuvieron la práctica de fijar precios por medio de sus representantes allí afincados en perjuicio de los cosecheros locales. Asimismo, en vista de la crisis económica, en 1811 también fue creada una junta de la Sociedad Económica en San Salvador, organismo encargado del mejoramiento de la educación y la actividad económica, así como del fomento de la actividad artesanal.

### Las tensiones entre Guatemala y San Salvador. El rol de los mestizos
En los últimos años del periodo colonial los salvadoreños tenían una economía dinámica, contraria a la guatemalteca que era estacionaria y autosuficiente. Mientras los guatemaltecos vivían de las transacciones comerciales y el trabajo indígena, los salvadoreños estaban más relacionados con la actividad productiva. Sin embargo, de todas las provincias de la Capitanía, San Salvador era la que recibía la influencia más directa por parte de la metrópoli guatemalteca, la cual no siempre era beneficiosa. Esto dio lugar a que las relaciones políticas entre ambas provincias fueran tensas, por la existencia de intereses en juego y la presencia de los grupos sociales de más base económica en el Reino.
Precisamente, por ser San Salvador el centro comercial más importante del Reino, padeció más las consecuencias de la crisis económica. Muchos trabajadores resultaron afectados por el desempleo, lo que desencadenó el descontento en los criollos. En consecuencia, por el hecho de vivir bajo dos «dictaduras», la colonial y la guatemalteca, hizo de la provincia la más interesada por la independencia en el istmo.
Por otro lado, una circunstancia fundamental en la región era el crecimiento poblacional de los mestizos o ladinos. En San Salvador, como sucedía en Nicaragua, Costa Rica y Honduras, se habían convertido en un grupo numeroso. De acuerdo a un censo de 1798 en la Intendencia de San Salvador habitaban 69 836 individuos entre españoles y ladinos, mientras los indios totalizaban 66 515. Además, hacia el final del siglo XVIII —aunque en los poblados importantes como Santa Ana, San Miguel y San Vicente los criollos y peninsulares tenían el control de la provincia— eran los ladinos quienes ocupaban sus tierras en detrimento de las comunidades indígenas.
Esta característica de la población de San Salvador ayudó para que alcanzara un grado de desarrollo económico con cierto equilibrio social, incluso mayor que todas las provincias del Reino de Guatemala. La población homogénea de San Salvador —así como la de Nicaragua—, y su alto grado de concentración territorial, debilitaron el sistema de castas.
A finales de la época colonial, el mestizo tenía un peso social determinante. Según el autor Julio Pinto Soria, la línea que separaba a «explotados y explotadores» en San Salvador no era el rígido sistema de castas que trató de mantener la sociedad guatemalteca, ya que las relaciones económicas y sociales guardaban cierto equilibrio entre los indios, mestizos y criollos. Además, no existían conflictos localistas y había un alto grado de movilidad social, donde los trabajadores apoyaban con prontitud los movimientos anticoloniales. Asimismo, aparte de Guatemala, el nivel cultural de la población era más elevado que en el resto de las provincias, lo que facilitaba la incorporación de las masas en la lucha política. De hecho, el protagonismo de las masas populares en los acontecimientos de 1811 provocó en ciertos casos posturas radicales; y el peligro de que una rebelión escapara del control de las autoridades, obligó a una serie de reacomodos y acercamientos entre las elites criollas de la región para evitar que tomara el grado de intensidad de Haití o México.

## Inquietudes políticas en San Salvador
Los cambios en las ideas, producto de la Ilustración, llegaron a España y sus colonias. La misma Guerra de Independencia de los Estados Unidos y la Revolución Francesa habían sido influenciadas por los ideales de los derechos de los ciudadanos. En América, ante la incertidumbre de la situación en la península y la suerte de Fernando VII, una serie de movimientos cundieron con el objetivo de posesionarse del gobierno debido a la acefalia imperial e invocaron el traspaso de la soberanía a manos del pueblo. 
San Salvador no era ajena ante los acontecimientos: empezaron a circular pasquines en contra de las autoridades coloniales y ciertos informes señalaban que había un grupo sedicioso que se manifestaba por las noticias de España y los sucesos del Virreinato de Nueva España:

…su facilidad de creerlas adversas y que nuestro adorado Monarca no existía, burlándose de las Gacetas y papeles públicos que una u otra vez nos consolaban con su existencia. Distinguiéndose en esto los Presbíteros Aguilares, a cuya casa fui de intento a fin de convencerles que vivía Fernando y que los ejércitos realistas conseguían victorias en uno y otro hemisferio.

Durante esta etapa, los criollos salvadoreños cuestionaban que Guatemala continuase su dominio en perjuicio de las demás provincias del Reino. Para el caso, de San Salvador salía mucho dinero directamente al Arzobispado, con sede en Guatemala, en concepto de rentas eclesiásticas y por ello surgió la idea de crear un Obispado en la provincia. Esto motivó a los salvadoreños a recomendar al diputado a las Cortes de Cádiz, José Ignacio Ávila, que solicitara «pedir la erección del obispado y fundación de un seminario provincial, a cuyo sostén bastarían la renta de los diezmos…».
Aunque la moción no prosperó, se demostraba que había un interés nacionalista y no únicamente religioso. Precisamente, en el gobierno colonial el criollo tenía pocas probabilidades de participar, por lo que su única oportunidad era el cabildo, el cual les daba prestigio en la sociedad aunque con poca autoridad política. Sin embargo, las Reformas Borbónicas terminaron debilitando esta institución que jugaría un papel importante en los movimientos independentistas, ya que desde allí podía iniciarse o, por el contrario, contrarrestarse.
La escasa influencia en el poder impulsó a los criollos a fortalecer a sus hijos en el estudio. De esta manera, quienes formarían parte del movimiento de 1811 —fruto de una generación donde existió incremento de la actividad cultural a fines del siglo XVIII—, eran expresión de una minoría culta que asumiría liderazgo. Entre ellos figuraban sacerdotes o personas con estudios en Guatemala, muchos de ellos egresados de la Universidad de San Carlos donde se enseñaban las ideas de la revolución científica y de la Ilustración. Esas minorías cultas, cuyos miembros se encontraban relacionadas por lazos familiares en varios casos, tenían influencia social y económica. Además, de acuerdo a un informe del Capitán General Bustamante, estaban en contacto con los cabecillas del movimiento independentista mexicano.

### Participación de sacerdotes en el movimiento

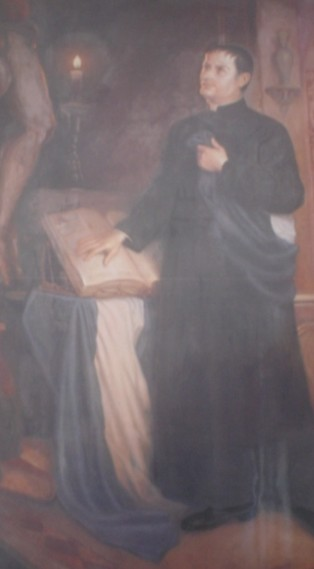
José Matías Delgado y León era un sacerdote salvadoreño y médico conocido como el padre de la patria Salvadoreña y prócer de Centroamérica. Fue líder en el movimiento independentista de El Salvador del imperio español, y del 5 de noviembre de 1811.

Según el historiador Carlos Meléndez Chaverri, los curas, enterados del ajusticiamiento de Miguel Hidalgo en julio de 1811, decidieron intervenir en el movimiento independentista, pero «delegando su entera confianza como eran los parientes más allegados, las facultades que ellos habrían deseado asumir». Los nombres de esos personajes incluían a Bernardo, su medio hermano el presbítero Juan José Arce, y su hijo Manuel José Arce; Miguel Delgado y Juan Manuel Rodríguez, hermano y medio hermano de Matías Delgado respectivamente; Manuel Morales y su hijastro José María Villaseñor; y Mariano y Leandro Fagoaga (que también eran cuñados de Bernardo Arce, y de Manuel Morales en su primera nupcia).

## Acontecimientos
Desde 1805 gobernaba la Intendencia de San Salvador Antonio Gutiérrez y Ulloa, quien mantenía relaciones de amistad con los criollos de la ciudad, particularidad que les favorecería en la preparación de la sublevación.
En la Capitanía General de Guatemala, José de Bustamante y Guerra había asumido el gobierno el 14 de marzo de 1811 en lugar de Antonio González Mollinedo y Saravia, quien había desempeñado una política moderada en su administración. Sin embargo, González había creado el Tribunal de Fidelidad en Guatemala el año anterior, para perseguir a todos los que propagaren noticias contrarias a la Corona española. Ese tribunal había juzgado a los salvadoreños Justo Zaldívar, de San Alejo, y Valentín Porras, por difundir ideas contrarias a la monarquía. Sus bienes fueron confiscados, aunque retornados una vez que el tribunal fue disuelto en febrero de 1811.
Por su parte, Bustamante y Guerra era férreo opositor a las corrientes independentistas y rechazaba el Estatuto de Bayona. También le disgustaba el hecho que González Mollinedo había fomentado la libertad de imprenta en su administración. Bustamante promovió el espionaje y tenía como aliado al religioso Ramón Casaus y Torres quien había calificado con graves epítetos a Miguel Hidalgo y Costilla durante su estadía en México.
Entretanto, en la ciudad de San Salvador, para el año de 1811, en su ayuntamiento se encontraban como alcalde primero Julián García Calera y como alcalde segundo José Guillermo de Castro; pero para noviembre esos cargos se encontraban ocupados por Manuel de Morales y León y su hijastro José María Villaseñor y Lanuza respectivamente. Asimismo, en dicho ayuntamiento se encontraba como uno de sus regidores Bernardo José de Arce.
Durante los meses anteriores al 5 de noviembre, había inquietud en San Salvador. De hecho, para el mes de septiembre de 1810 González Mollinedo había comunicado al secretario de guerra y justicia que existían allí síntomas de rebelión contra España. Para el 4 de enero de 1811, tanto el gobierno civil como el eclesiástico habían prohibido y mandado a recoger impresos a favor de la independencia en América que circulaban en todas las provincias. Para paliar la agitación se estableció la derogación de los tributos a los indios, una medida que se haría efectiva a partir del mes de octubre y cuya noticia fue encomendada a José Matías Delgado como vicario provincial de San Salvador.
No obstante, los mismos criollos fomentaban las discordias entre las autoridades coloniales y los americanos. Por ejemplo, Manuel José Arce fue señalado por un testigo tratando de: 

seducir a don Manuel Paredes, uno de los vecinos honrados de esta ciudad, llamándole con artificios y pretextos, para decirle que porqué se tardaba en sacudir el yugo…y hablando muy mal de los europeos para conciliarles el odio y enemigo de los criollos.

También los hermanos Aguilar se mostraban sediciosos ante las disposiciones de las autoridades eclesiales de Guatemala, pues se negaron a publicar edictos «contra los insurgentes» y tampoco celebraron la conmemoración del Levantamiento del 2 de mayo.
Acorde a las circunstancias, en el mes de agosto el capitán Bustamante y Guerra ordenó trasladar a la ciudad de Guatemala las armas y fondos del tesoro real y del consulado de comercio en San Salvador debido la inquietud política; y en septiembre dispuso que nadie podía transitar en el territorio sin el permiso respectivo. Es posible que Gutiérrez y Ulloa fuera instruido para actuar en contra de los rebeldes, sin embargo, quizá por la amistad que había mantenido con los criollos de la ciudad desatendió la efervescencia.
Dos eventos causaron alarma entre los salvadoreños en esos días de agitación. Uno fue el apresamiento del cura Manuel Aguilar en Guatemala en el mes de octubre. El religioso era una persona muy querida en la intendencia de San Salvador, pero fue acusado de mantener correspondencia con «un emisario de nueva España, que estaba dividido en facción, o con uno de los cabecillas del mismo Reino». También su hermano Nicolás fue obligado a comparecer ante el arzobispado de Guatemala, por compartir el mismo pensamiento con su hermano menor. El otro acontecimiento fue el rumor que el cura Delgado sería asesinado, un bulo quizá provocado por los criollos para aumentar la aversión popular contra las autoridades. En cualquier caso, se armaron turnos entre los vecinos para cuidarlo. En vista que la tensión aumentaba en San Salvador, algunos residentes españoles se vieron obligados a dejar la ciudad y tomaron rumbo a otras localidades por su seguridad. Informado de los sucesos, Bustamante esperaba la sublevación en Salvador para enero de 1812 y por eso los sediciosos adelantaron los planes.

### Sucesos del 5 y 6 de noviembre

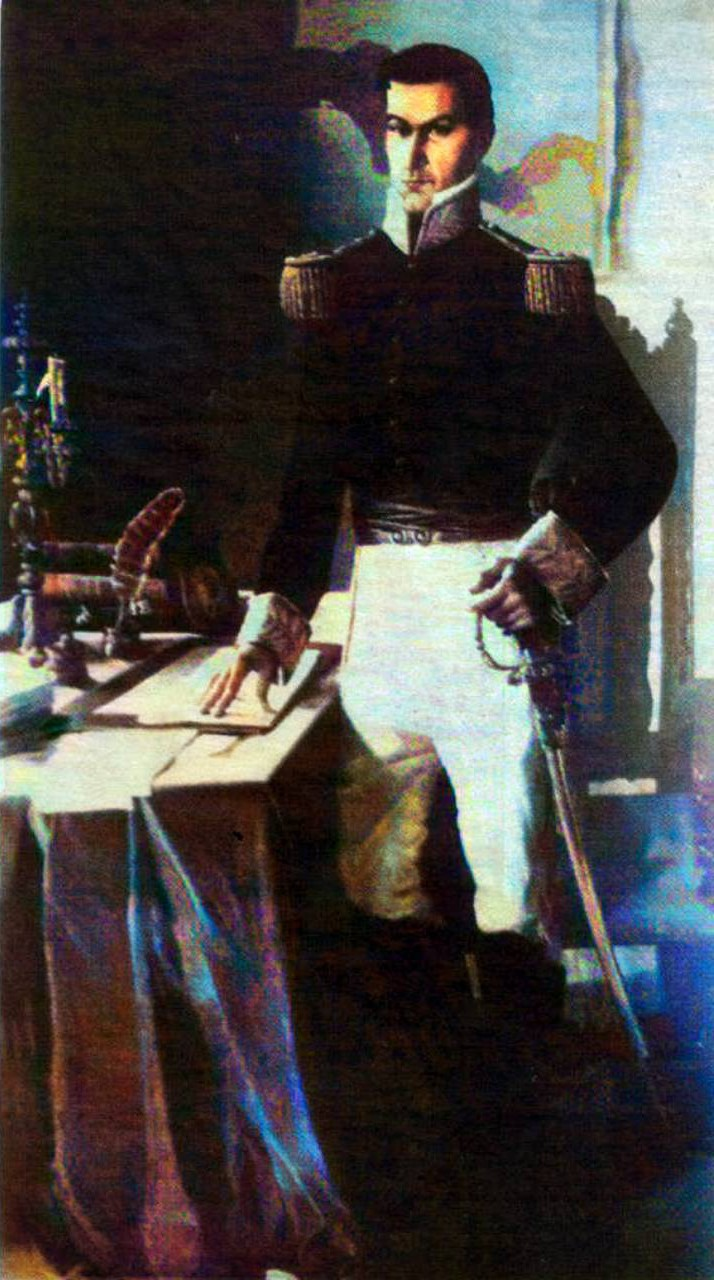
Cuadro de Manuel José Arce.

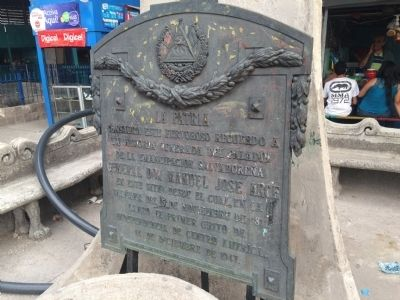
Placa en las ruinas del antiguo cabildo de San Salvador que señala el sitio desde el cual, en la mañana del 5 de noviembre de 1811, se lanzó el primer grito de independencia de Centroamérica.

La noche del cuatro de noviembre, el alcalde de barrio Bernardo Torres convocó a varias personas de su jurisdicción para proteger la residencia de José Matías Delgado. Más adelante, un grupo de vecinos —encabezados por los Arce, padre e hijo— fueron donde el intendente Gutiérrez y Ulloa para reclamar libertad de Manuel Aguilar en Guatemala, así como anular la comparecencia de Nicolás. Gutiérrez expresó su inutilidad al respecto, alegando que era asunto del arzobispado guatemalteco. Asimismo el presbítero Nicolás Aguilar, junto con un grupo de personas, se encaminó a apresar esa noche a Bernardo Molina (el presunto sospechoso que atentaría contra el presbítero Delgado).
El Intendente puso en estado de alerta la localidad y delegó al teniente coronel José Rosi, comandante del escuadrón de dragones y de las milicias de San Salvador, para que tomase las armas ante cualquier eventualidad. El mismo Rosi comunicó las disposiciones a los vecinos, quienes se organizaron en grupos para proteger la vivienda de Delgado.
La mañana del martes cinco, el alcalde primero y corregidor Manuel Morales ordenaría que se apresara a los españoles que había en la ciudad y que se los desarmase, para ello designaría a Miguel Delgado (hermano de José Matías) como juez de policía. Más adelante, alrededor de las siete y media de la mañana, un grupo de sublevados (liderados por Manuel José de Arce) detendría a Felipe Cerezo, Braulio Palacios y Gregorio Castricciones; pero, antes de llegar al cabildo, Cerezo lograría escaparse y refugiarse en su tienda hasta las 3 de la tarde; en cambio a Mateo Fontela, debido a que su esposa era pariente de Bernardo Arce, se le permitiría ocultarse en la casa de los Arce.
A las 8 de la mañana el abogado Juan Miguel de Bustamante y el maestro contador José Mariano Batres y Asturias fueron a la residencia de José Matías Delgado para pedir explicaciones; poco tiempo después llegaría su hermano Manuel Delgado, informando que el intendente Gutiérrez se negaba a ir preso al cabildo; ante esa noticia, Bustamante preguntaría quién había dado esa orden, a lo que José Matías respondería que Manuel Morales. Según un informe dado por Bustamante, a partir de ese momento: 

Conocí la maldad que envolvía a semejante proyecto, e hice ver al Padre Cura y a su hermano, delante de Batres, el riesgo que corrían sus vidas.

Con lo dicho por Juan Miguel de Bustamante, el presbítero José Matías mandó a llamar a Morales; quien llegaría acompañado por Miguel Delgado, los otros hermanos de este (Juan y Francisco), Manuel José de Arce, Mariano Fagoaga, el regidor José Inocente Escolán, entre otros; a los qué Bustamante lograría convencer para que llevasen a los europeos a los conventos.
Entretanto, Gutiérrez y Ulloa se hallaba en su casa rodeado de un grupo de trescientas o cuatrocientas personas que intentaban sacarlo y que además exigían la renuncia de las autoridades coloniales. Como era día de cabildo ordinario, el intendente ordenó tocar las campanas, quizá creyendo que así se podría solucionar el conflicto, pero lo único que hizo fue aglomerar más gente de la que estaba reunida. No existieron más daños en la casa del intendente que un farol roto y el derribo de una puerta. Una vez el intendente se hizo presente al cabildo, y en medio de las ofensas del público, los insurgentes demandaron la investidura de Bernardo de Arce como alcalde de primer voto y delegaron a Manuel José Arce como su representante. Al mismo Arce se le adjudica esta proclama:

No hay Rey, ni Intendente, ni Capitán General, sólo debemos obedecer a nuestros alcaldes.

El cura Delgado solicitó al teniente coronel José Rosi que entregase el bastón de mando, pero este le replicó: «le respondí con una desvergüenza que aquel bastón me lo había dado el Rey, (y que) no lo largaría, solo que me quitasen el brazo y (así) me dejó». Pero al final, tanto él como él sargento mayor Millán Bustos (segundo al mando de las milicias) fueron despojados de su puestos, y se nombró como comandantes de las armas al capitán José Rafael de Aguilar.
Las autoridades, ya doblegadas, accedieron a las peticiones y demandaron protección a sus vidas y propiedades. Cuando terminó la revuelta, un Te Deum fue celebrado a eso del mediodía en la iglesia parroquial en la que se agradeció el resultado y la ausencia de derramamiento de sangre. Al parecer Arce no concurrió, pues se había dirigido a la casa del Corregidor Manuel Morales debido a que algunos individuos habían asaltado el estanco de aguardiente y podía ser peligroso para el buen término de la jornada.
Aunque una versión indica que existió el asalto de la sala de armas y expolio de las cajas reales, en términos generales las jornadas se desenvolvieron sin actos de violencia contra las autoridades coloniales. Esto se debió a los esfuerzos de los cabecillas del movimiento para contener cualquier exceso de la multitud. Nuevamente destacaron el cura Delgado quien predicó obediencia a las autoridades nombradas, y Arce dando voces generales, arengando «que se contuviesen», pues «qué se diría de San Salvador». De esta manera trataban de demostrar que lo sucedido no era un triunfo del libertinaje.
En la tarde Bernardo José de Arce, que estaba como alcalde primero, se encargaría (junto a su hijo Manuel, y su hermano el presbítero Juan José) de poner orden en la población. El alcalde Bernardo pondría a algunas personas para que defendiesen la casa del intendente Gutiérrez, mientras que Miguel y Manuel Delgado serían sus guardaespaldas. El intendente se mantendría en su casa hasta el 9 de noviembre, cuando sería trasladado al convento de Santo Domingo.
A las tres de la tarde los soldados de las fuerzas realistas, entre ellos el sargento mayor Millán Bustos, abandonaron sus puestos y se dieron a la fuga. Más adelante, por medio de Manuel Juárez, se llamaría al escribiente Francisco Lozano para que fuese a la casa del alcalde Bernardo; donde junto con los escribientes Bonifacio Paniagua, Joaquín Chávez, Atanacio Najarro, Damián y Juan Napomuceno Cisneros, redactarían y copiarían (con base en lo dictado por Manuel José de Arce y Juan Manuel Rodríguez) la convocatoria a los ayuntamientos de la intendencia para que se uniesen al nuevo gobierno de la ciudad; dicha convocatoria sería también enviada a la ciudad de León (en la intendencia de Nicaragua).
El 6 de noviembre, en cabildo abierto, se decidió sustituir al intendente, y nombrar un nuevo ayuntamiento (debido a que Bernardo Arce decidió renunciar al puesto de alcalde primero), eligiéndose como nuevos miembros del cabildo a: Leandro Fagoaga, como alcalde de primer voto; José María Villaseñor, como alcalde segundo; como regidores a Bernardo Arce, Domingo Durán, Juan Delgado, Fernando Silva, Manuel Morales, Francisco de Paula Vallejo, Miguel Rivera, y Tomás Carrillo (estos dos últimos no aceptarían, y en su lugar el 7 de noviembre se nombraría a José Inocente Escolan y a José Días del Castillo); y como secretario a Juan Manuel Rodríguez, mientras que las proclamas serían dictadas por Manuel José Arce. Posteriormente, el nuevo ayuntamiento nombraría como nuevo intendente a José Mariano Batres; como comandante de las milicias al capitán José Rafael de Aguilar (tal y como se había decidido el día anterior), y como ayudante a Fernando Palomo y Aguilar.
Los eventos se encuentran plasmados en un documento llamado Relación Histórica, probablemente dictado por Arce. En el escrito se convocó a los restantes cabildos de la intendencia con el propósito de formar una Junta Gubernativa, similar a las formadas durante la Guerra de la Independencia Española:

En las sociedades es principio inalterable, qe. mueran unas para qe. renascan otras; y qe. las mismas, qe. renasen, tienen qe. hacer esfuerzos superiores, para vencer la continua desgracias qe. en sus principios, presenta, la felicidad qe. secundariamente esta en manos de los hombres...El día cinco, siendo de cavildo (ordinario) incautamente se tocó aquella campana. cuio sonido reunio no más pocas gentes, como la noche (anterior)...los ánimos indispuestos, el tumulto en movimiento, la potestad dudosa, nadie manda, nadie obedece, y solo el desorden reinaba, la confusión se esculpía en los habitantes de San Salvador. Pero reintegrados un tanto los espíritus de los Españoles Americanos, toman la voz para representar al pueblo qe. el movimiento tumultuario prometía grandes desastres...La predicación de su cura. y Vicario. La confianza de los Españoles Americanos, y la obediencia al alcalde nombrado, fueron los Ángeles tutelares de los Europeos...
Concluyendose este acto solemne y misterioso pr. todos sus respectos, y dejando abierta las discusiones, para las sucesivas Juntas, qe. serán ya con (representación) de los Cabildos restantes de la Provincia aquienes se convocan.- San Salvador ocho de Novre. de mil ochocientos once.-

## Sucesos posteriores en la región

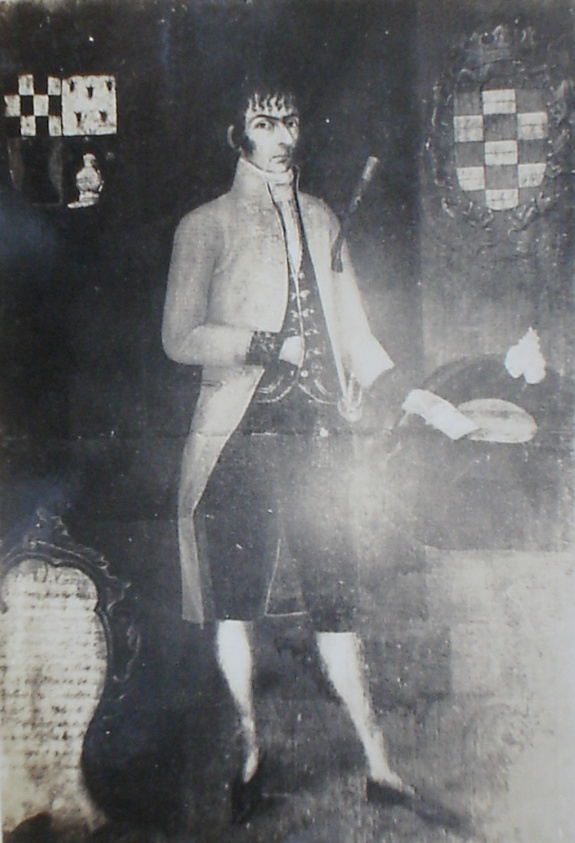
José Mariano Batres y Asturias quien asumió el cargo de intendente de San Salvador por el movimiento independentista

A pesar del éxito logrado, y el curso normal que San Salvador tuvo en los días posteriores, los insurrectos no trabajaron con los partidarios de la emancipación en los demás poblados de la intendencia. Al final la ciudad quedó aislada y los rumores en contra de los alzados permitieron a los ayuntamientos organizarse para repeler cualquier foco de insurrección.
Las noticias de los sucesos del cinco de noviembre llegaron a San Vicente el día siete por medio de un anónimo, y las autoridades expresaron al capitán Bustamante «el dolor con que ha visto turbada la singular quietud de que nos gloriamos todos los habitantes de este reino»; el día nueve el ayuntamiento de San Miguel mandó a quemar en plaza pública la invitación de los independientes para que se unieran al movimiento; el once de noviembre el ayuntamiento de Santa Ana protestó contra el movimiento, y la calificó de «sacrílega, subversiva, sediciosa, insurgente, y opuesta hasta el último grado de fidelidad, vasallaje, sumisión, subordinación»; Metapán emitió un acta de protesta; mientras, Zacatecoluca expresó: 

En medio del torrente de males que nos amenaza, nuestra firmeza en resistirlos y precaverlos será inalterable, y uniformes nuestros votos declamará constantemente contra toda sociedad intrusa, y seguiremos el camino de la virtud, y nuestros alientos sólo respirarán vivas repetidos por la Religión, Rey y Patria!.

No obstante, existieron revueltas en la intendencia, no siempre relacionadas con los propósitos de los insurrectos de San Salvador. En Usulután los vecinos depusieron al juez real y el teniente subdelegado, y al grito de «mueran los chapetones y repartamos sus intereses», saquearon casas de españoles. En Santa Ana, mulatos y pardos plantearon demandas a las autoridades y pidieron la libertad de dos indios mensajeros de San Salvador, a ellos se unieron un grupo de mujeres que tuvieron activa participación. El tumulto se debilitó ante las amenazas de excomunión y muchos fueron remitidos a las cárceles de la Ciudad de Guatemala. En Metapán despojaron del poder a las autoridades y hubo saqueos. Resalta el hecho que, en posteriores testimonios, los apresados de esta ciudad aseguraron no temer represalias, pues a los sublevados de San Salvador «nada les había sucedido».
También se registraron motines en Chalatenango y Tejutla. Los últimos brotes tuvieron lugar en Cojutepeque (30 de noviembre) y Sensuntepeque (20 de diciembre). En medio de las revueltas, se esparció la noticia que el alcalde primero de San Vicente había armado una milicia de ciento cincuenta hombres para atacar a San Salvador, lo mismo ocurría en Usulután, San Miguel y Sonsonate. Ante la amenaza, los sublevados se acuartelaron.
Por otra parte, el 10 de noviembre llegó el correo ordinario a la Ciudad de Guatemala con las noticias de los hechos en San Salvador, que probablemente incluía la Relación Histórica. Los documentos, que incitaban a los vecinos a tomar la misma decisión, fueron calificados como el «parto de algún infatuado». Dos días antes el religioso Ramón Casaus y Torres había tildado a los promotores del levantamiento como «enemigos de la religión». Sin embargo, la sublevación encontró eco en la ciudad de León, Nicaragua, pues el 13 de diciembre la población se amotinó en contra el intendente José Salvador. Los sucesos en esta provincia no acabaron hasta el año siguiente.

## El encuentro entre los delegados guatemaltecos y los sublevados

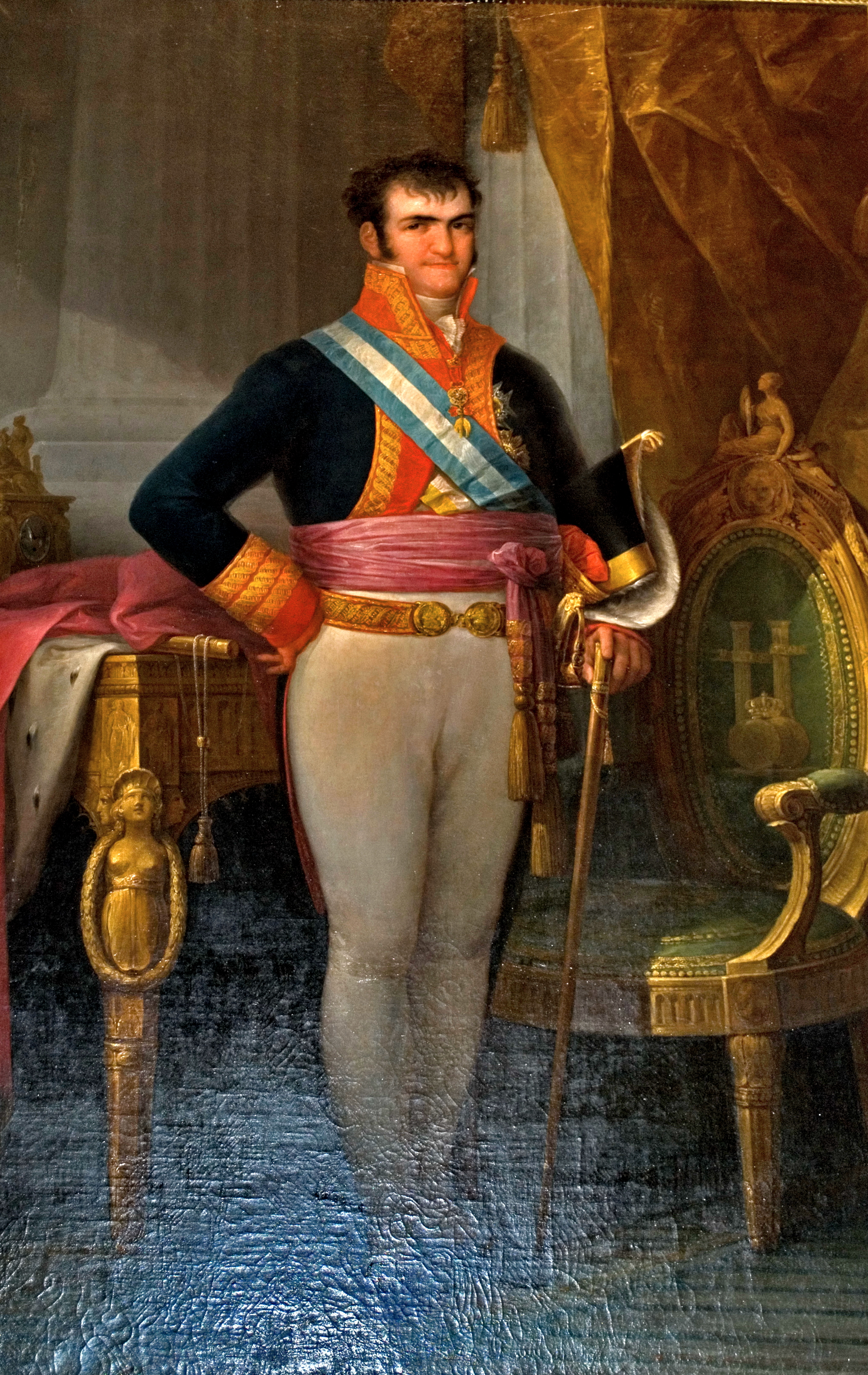
Fernando VII.

El mismo día que fueron recibidas las noticias desde San Salvador, el cabildo guatemalteco expresó su sorpresa y preocupación. También organizó una diputación con el fin de calmar los «movimientos populares», la cual emplearía todos los «medios que la prudencia dicte y parezcan convenientes». Bustamante aceptó la sugerencia y propuso como diputado a José María Peinado, considerado afín a las ideas liberales y progresistas. Le acompañaría José Alejandro de Aycinena, investido como el nuevo intendente de San Salvador. A la comitiva se sumó fray Mariano Vidaurre.
En San Salvador, la noticia de que las demás poblaciones se negaban a cooperar con el movimiento y de que se estaba reuniendo en San Vicente un contingente militar para recuperar San Salvador, causó fisuras entre los dirigentes, que llevaron a la renuncia como alcaldes de Fagoaga y Villaseñor; Fagoaga incluso presentó su renuncia, el 16 de noviembre, ante el depuesto intendente Ulloa, a quien escoltaría hacia Santa Ana; recayendo el liderazgo del cabildo en Bernardo de Arce y Manuel de Morales. Finalmente el envío de la comitiva desde Guatemala, con José Alejandro de Aycinena como intendente, causó grietas entre los dirigentes que realizaron juntas para acordar que es lo que más convenía. Generándose dos opiniones, una que defendía la resistencia y el desconocimiento de las autoridades nombradas, y otra que prefería que se adoptase una línea de negociación y entendimiento con Aycinena; este debate se prolongaría en los siguientes días, dirimiéndose hasta la entrada de Aycinena en la ciudad.
Mientras tanto, por esos días llegó a la Intendencia de San Salvador el liberal guatemalteco Mateo Marure, padre del historiador Alejandro Marure, con cartas de recomendación de Manuel Aguilar. Tras un encuentro en Mejicanos con Nicolás Aguilar, pasó a la ciudad donde se entrevistó con los líderes del movimiento. Allí discutieron el monto de armas y dinero necesarios para cualquier enfrentamiento bélico, que en ese momento eran insuficientes; Marure ofreció reforzar con «un millón de pesos». Los salvadoreños se mostraron alegres ante la propuesta, pero Delgado preguntó al guatemalteco cómo lo conseguiría. Éste respondió con una extraña solución: 

...sale al corredor del cabildo un escribano con el verdugo, quien llevará en las manos una palangana y sobre ella un cuchillo: el pregonero gritará: 800.000 pesos dan por la cabeza de don Gregorio Castriziones ¿ai quien puje y quien dé más? Entonces Castriciones saldrá ofreciendo 200.000 pesos y se completa el millón.

Al final los salvadoreños desoyeron a Marure quien fue encaminado para Guatemala.
Por su parte, la comisión partió de la capital del Reino el 19 de noviembre. Tres días después llegaron a Santa Ana, donde atendieron la pacificación de Tejutla, Chalatenango y Metapán. En esta ciudad Aycinena dispuso que se encarcelaran a los principales involucrados, y no a los que hubiesen tenido una participación menor. Arribaron a San Salvador el tres de diciembre donde fueron recibidos por los cabecillas del movimiento. Con una actitud de condescendencia, los enviados aceptaron la separación de Gutiérrez y Ulloa, pero pidieron la disolución de la Junta Gubernativa. También Aycinena asumió como nuevo intendente.
Es posible que el ambiente de cordialidad que en apariencia tuvo la reunión se debiera a las personalidades involucradas en el movimiento. Cualquier represión a los miembros de las distinguidas familias salvadoreñas o a los clérigos, muy a pesar de la recia autoridad de Bustamante, pudo haber causado serias consecuencias, algo que no era conveniente por la difícil situación que pasaba la monarquía española. Además la fidelidad a las autoridades fue premiada: el presbítero Doctor Manuel Ignacio Cárcamo de Santa Ana, el doctor Manuel Antonio Molina de San Vicente, y el doctor Manuel Barroeta de San Miguel, obtuvieron el rango de Canónigos Honorarios de la Catedral de Guatemala. La ciudad de San Miguel obtuvo el título de Muy Noble y Muy Leal Ciudad, San Vicente alcanzó el rango de ciudad, y Santa Ana el de villa.

## Objetivos de los sublevados
Según lo expresado en la Relación Histórica, los sublevados de San Salvador deseaban la independencia de España y asumir la soberanía. Además, ellos se consideraban los guías que encauzaban los ánimos enardecidos de la población, lo que justificaba la creación de la Junta Gubernativa.

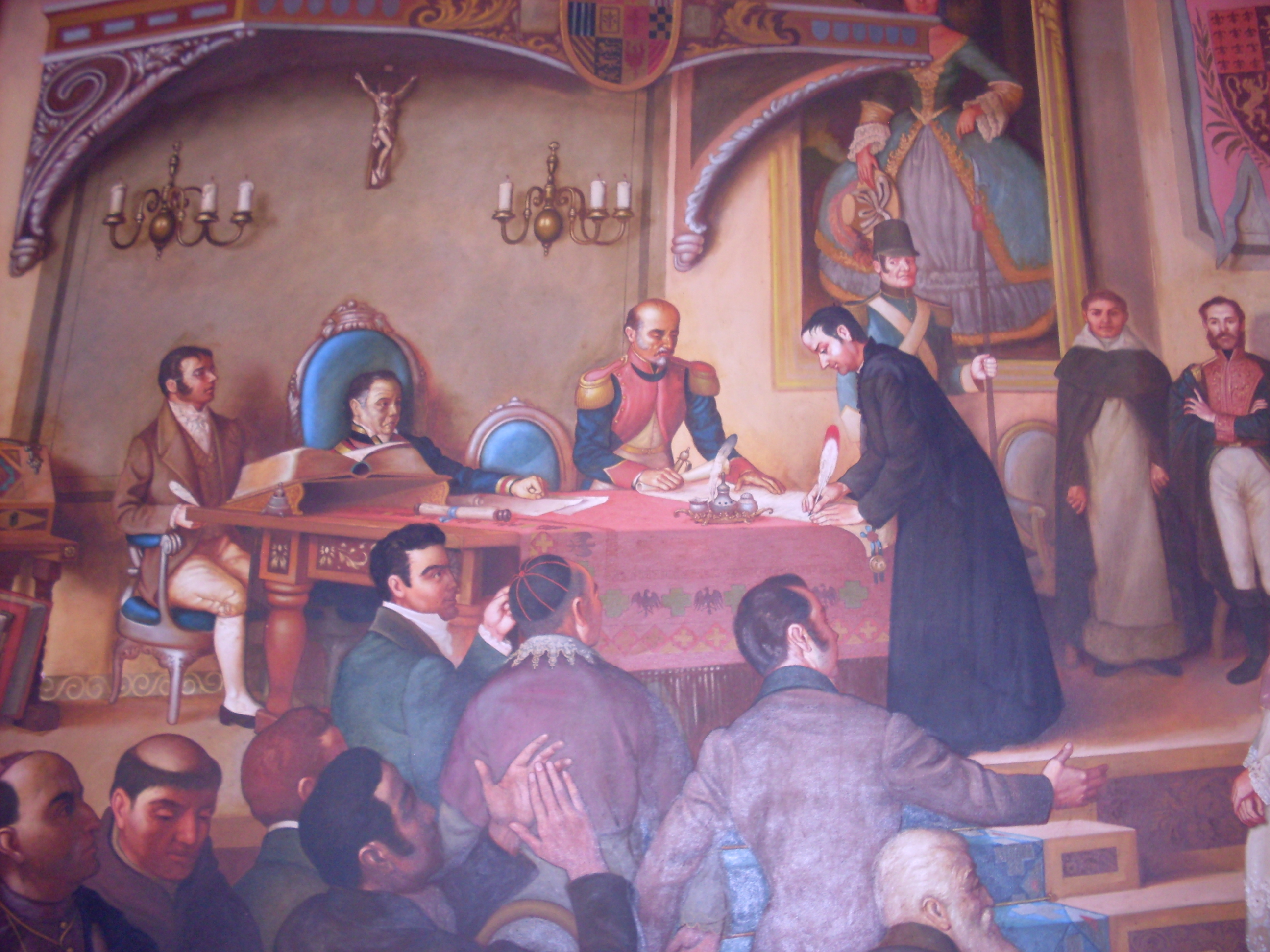
José Matías Delgado al momento de firmar el acta de independencia centroamericana, en una representación de la reunión del 15 de septiembre de 1821 del pintor chileno Luis Vergara Ahumada.

No obstante, la legitimidad de dicha Junta se enmarcaba bajo la «religión cristiana, bajo las leyes municipales, bajo la superioridad de las Cortes en todo lo justo, y bajo el nombre de nuestro amado Fernando VII…». Para Meléndez Chaverri esa declaración demuestra que los salvadoreños eran conscientes de su impotencia ante cualquier acometida militar que proviniera de Guatemala, y por ello manifestaron la fidelidad hacia las autoridades de la Corona española. El mismo reconocimiento al rey, en caso de que volviese a reasumir el trono con todas sus facultades, los ponía «al margen de toda sospecha». Por tanto, era prudente dejar como posible la reincorporación a la monarquía.
Durante el movimiento se plantearon objetivos concretos como la supresión de las alcabalas, y los estancos de aguardiente y tabaco. Estas demandas podrían haber sido utilizadas para que las masas populares se unieran a la rebelión. Por el contrario, la participación de los pobladores no transcendió y los efectos del alzamiento no se esparcieron a las áreas rurales, a pesar de los levantamientos ocurridos en Usulután o Santa Ana. Al final, el resultado del movimiento recayó en las mismas elites criollas, ante el temor de una radicalización campesina como había ocurrido en el Virreinato de Nueva España. Esta circunstancia fue común a las demás movimientos que acaecieron en el área centroamericana anteriores a 1821.

## La campana de La Merced
La leyenda ha perpetuado a José Matías Delgado como el iniciador del Primer Grito de Centroamérica, cuando tocó la campana de la Iglesia Nuestra Señora de La Merced a las cuatro de la mañana. Sin embargo, la evidencia histórica muestra que las únicas campanas tañidas ese día fueron la del cabildo y probablemente otra en la Iglesia Parroquial para el Te Deum. La supuesta gesta de Delgado cobró fuerza a partir de un discurso de Víctor Jerez el 5 de noviembre de 1911, en la conmemoración del centenario del movimiento. Él mismo recabó el hecho de la tradición, expresando: 

El criterio histórico señala al Doctor Delgado como el promotor de esa magna transformación social: y ya que nuestros archivos aún no se han registrado del todo...hemos de recurrir a varios datos que conserva la tradición...Visiblemente contrariado, cierra la ventana, y con presteza sale a la calle…llega al atrio de La Merced; asciende nerviosamente al campanario y al llegar al rellano, ase las cuerdas de las campanas…El Padre Delgado, con patriótica impaciencia, sustituyó al encargado de dar la señal que esperaban los conspiradores…

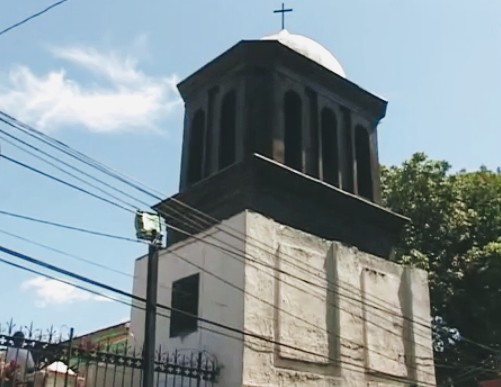
La campana de La Merced, San Salvador.

Según investigaciones del historiador salvadoreño Miguel Ángel García, esta proeza pudo haber sido confundida con la noche del 24 de enero de 1814 cuando ocurrió el segundo movimiento independentista en Salvador, pues los conspiradores esperaban el sonido de las campanas para dar inicio a este nuevo motín. Esa vez, según testimonios de la época, el encargado de dar el aviso era Manuel Aguilar.

## Conmemoraciones

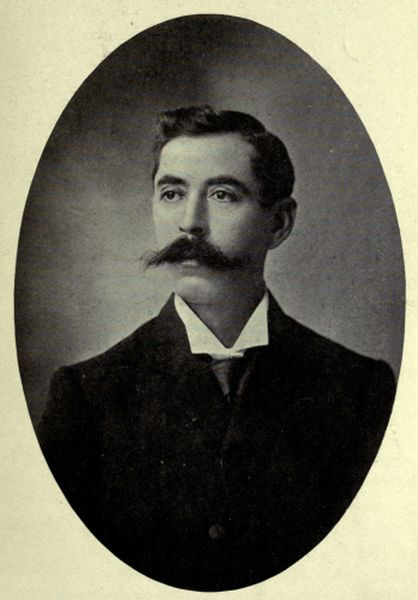
Manuel Enrique Araujo, presidente de El Salvador entre los años 1911-1913.

### Centenario
Entre los días 3 y 7 de noviembre de 1911, durante la administración de Manuel Enrique Araujo, fue celebrado el centenario del Primer Grito de Independencia de Centroamérica. Para la ocasión se organizaron Juegos Florales, congresos de médicos, obreros, estudiantes, y una sesión pública en la Facultad de jurisprudencia donde estuvieron representadas las facultades de jurisprudencia de Guatemala, Honduras, Nicaragua y Costa Rica; a los festejos se sumó el ejército salvadoreño, y asistieron invitados de los demás países de Centroamérica.
La efeméride fue aprovechada para erigir el monumento a los próceres, localizado en la actual Plaza Libertad, el cual consiste en un pedestal cuya cúspide ostenta un «ángel de la libertad». Alrededor de la parte media de la base fueron incorporados medallones con las figuras de José Matías Delgado, Juan Manuel Rodríguez y Manuel José Arce.
Los discursos y manifiestos estuvieron cargados de reivindicaciones a los grupos indígenas, nacionalismo y llamados a la unión centroamericana. Tal como lo muestran las palabras de Araujo: 

No vamos a celebrar un hecho aislado, regional y exclusivo de nuestra historia particular, acaecido en el periodo triste del desmembramiento de la República Federal de Centro América, sino un acontecimiento común a los pueblos de la antigua patria…El Salvador a invitado cordialmente a sus hermanas Repúblicas de la América Central, cuyos dignos representantes hallarán en el hogar salvadoreño el calor del propio hogar y el intimo abrazo que debe estrechar a los hijos de una misma madre. Y en el recuerdo glorioso, se avivará más nuestra fraternidad; y se fortalecerá la esperanza de una real y efectiva unión, al ser evocados en fraternal consorcio los hechos de nuestros antepasados, que no concibieron la patria pequeña y despedazada, sino grande e indivisible.

### Bicentenario
El 5 de noviembre de 2010, la alcaldía de San Salvador dio inicio a las actividades del bicentenario, en la iglesia Nuestra Señora de La Merced. 
Las celebraciones estuvieron a cargo de una Comisión Municipal para la Celebración del Bicentenario del Primer Grito de Independencia, que fue juramentada por el alcalde Norman Quijano el año 2009. Esta institución logró que San Salvador fuera declarada Capital Iberoamericana de la Cultura en 2011.
Por su parte, el Gobierno de El Salvador constituyó la Comisión Nacional Bicentenario encabezada por el presidente Mauricio Funes. La Secretaría de Cultura desempeñó el papel de coordinadora y facilitadora de actividades académicas, foros, investigaciones, exposiciones, publicaciones y concursos para promover la participación ciudadana, actividades que iniciaron oficialmente el 25 de febrero de 2011.